# Corinne Clavien-Defayes
Pour les articles homonymes, voir Clavien et Defaye.
Corinne Clavien-Defayes est l'œnologue cantonale du Valais.

## Biographie
Née dans une famille vigneronne à Leytron, Corinne Defayes, après une maturité et une tentative d'études théoriques en sciences politiques à l'université de Genève, obtient en 1979 un diplôme d'ingénieure-œnologue à l'école d'agriculture de Changins,. Elle est la première femme en Suisse à obtenir ce titre. Elle appartient au groupe des pionnières valaisannes du vin avec Marie-Thérèse Chappaz, Fabienne Cottagnoud, Madeleine Gay, Marie-Bernard Gillioz Praz, Madeleine Fuchs Mabillard, Fabienne Constantin Comby, Romaine Blaser Michellod et Erna Burgener. Toutes, elles ont dû d'abord lutter pour obtenir le droit d'étudier à Changins puis elles ont travaillé avec acharnement pour se faire une place dans le monde très masculin de la vigne.
En 2008, Corinne Clavien est nommée œnologue cantonale de l'État du Valais,. Elle endosse la responsabilité du laboratoire d'œnologie qui a été créé en 1973 pour « offrir aux encaveurs valaisans un service d’analyses, de conseils œnologiques et de suivi des vinifications dans le but d’améliorer la qualité des vins ». Elle est également responsable du Domaine du Grand-Brûlé, propriété de l'État du Valais à Leytron. 
En 2014, elle reçoit la distinction de Chevalier de l'Ordre du Mérite agricole français, résultat de sa longue lutte pour les AOC, la qualité des vins et la formation des jeunes. Après plus de 40 ans de travail de la vigne, elle dit toujours son enthousiasme pour « la magie du vin ». Corinne Clavien insiste beaucoup sur l'importance de la qualité des cépages autochtones du vignoble du Valais, notamment la petite arvine, l'amigne, l'humagne rouge et le cornalin.
Elle est membre de l'Académie internationale du vin dont elle partage la vice-présidence avec Jean-Noël Boidron, Jasper Morris et Erik Sauter. C'est la seule femme membre de ce conseil en 2017.